# چین غربی

چین غربی

چین غربی (انگلیسی: Western China) به مناطق غربی چین گفته می شود که شامل سه منطقه خودمختار و شش استان چین می شود.